# Gallehus
Gallehus er en bebyggelse 2 km nordøst for Møgeltønder i Sønderjylland. Bebyggelsen ligger i Tønder Kommune og tilhører Region Syddanmark.
Stedet er berømt på grund af Guldhornene – også kaldet ”Guldhornene fra Gallehus” – der blev fundet her i henholdsvis 1639 og 1734.
54°57′24″N 8°48′55″Ø / 54.95667°N 8.81528°Ø